# ラファエル・トルヒーリョ
ラファエル・ホアキン・トルヒーリョ・ビリャール（Rafael Joaquín Trujillo Villar、1975年12月14日 - ）は、スペイン・カディス県ラ・リネア・デ・ラ・コンセプシオン出身のセーリング選手。フィン級。

## 経歴
ジブラルタル海峡やジブラルタルに近いカディス県ラ・リネア・デ・ラ・コンセプシオン出身。2003年に地元カディスで開催されたフィン・ゴールドカップでは銀メダルを獲得し、2004年のアテネオリンピックでも銀メダルを獲得した。
2007年にカスカイスで開催されたフィン・ゴールドカップでは金メダルを獲得し、同年のルイ・ヴィトンカップにも出場した。2007年にはスポーツ上級委員会(CSD)によるスポーツ国民賞（スポーツマン・オブ・ザ・イヤー）を受賞した。
2013年にはコーチを務めたブラジルのジョルジ・ザリフが世界選手権で優勝した。2014-15シーズンのボルボ・オーシャンレースにはスペイン艇「マフレ」の一員として参加した。